# Märjamaa
Märjamaa (německy Merjama) je městys v estonském kraji Raplamaa, samosprávně patřící do obce Märjamaa, jejímž je administrativním centrem.